# Al di là della neve
(Rosario Esposito La Rossa, Al di là della neve)
Al di là della neve, storie di Scampia è un libro di racconti di Rosario Esposito La Rossa, pubblicato nel 2007 presso la casa editrice napoletana Marotta&Cafiero Editori.

## Descrizione
Il libro è composto da 27 brevi racconti ambientati a Scampia, quartiere in cui abita l'autore, che hanno come protagonisti i ragazzi che vi abitano e la vita vista dal basso, con gli occhi di quegli abitanti che non fanno notizia.
Il titolo Al di là della neve si riferisce alla droga, in gergo camorristico chiamata "neve" e dichiara il proposito di raccontare il quartiere al di là degli stereotipi che l'autore ritiene i media utilizzino per descriverlo.
Il libro è dedicato ad Antonio Landieri, vittima di camorra, ammazzato a Scampia il 6 novembre del 2004 e cugino dell'autore. L'ultimo racconto del libro intitolato OT è una dettagliata cronaca della sua morte, vista dagli occhi di suo cugino.
Il libro ha avuto quattro edizioni in pochi mesi ed è diventato un best seller dell'editoria napoletana. L'autore ha deciso di devolvere il ricavato del libro all'associazione "Neurothon", che si batte per la ricerca sulle malattie neurodegenerative, tra cui la paralisi infantile, malattia che aveva colpito Antonio Landieri.

## Teatro
Nel 2009 dal libro è stato realizzato l'omonimo reading teatrale a cura di Mario Gelardi, con lo stesso autore in scena e l'attrice Maddalena Stornaiuolo. Il reading ha debuttato durante la rassegna teatrale "Teatri della legalità" 2009.

## Riconoscimenti
- Premio Fabrizio Romano 2007
- Premio Giancarlo Siani 2008

## Edizioni
- Rosario Esposito La Rossa, Al di là della neve, storie di Scampia, collana La città raccontata, Marotta & Cafiero, 2007. pp 148 ISBN 9788888234533